# Amerigo Bedetti
Amerigo Bedetti (Milano, 19 dicembre 1907 – Milano, 16 marzo 1993) è stato un calciatore e arbitro di calcio italiano, di ruolo centrocampista.

## Carriera calciatore
Ha giocato in massima serie con la US Milanese ed in Serie B con Atalanta e Catanzarese, per un totale di 84 presenze e 34 reti in seconda serie.

## Palmarès

### Club

#### Competizioni regionali
- Seconda Divisione: 1

Clarense: 1928-1929